# ميثاق رسومي
الميثاق الرسومي هو وثيقة تحتوي على القواعد المتعلقة بالهوية الرسومية لمشروع أو شركة أو منظمة . يمثل الميثاق نشرا للهوية البصرية لكيان بما يتجاوز المطبوعات واللافتات حتى تشمل منصات الوسائط والتوقيعات الصوتية. 